# Núi Popa
Núi Popa (tiếng Miến Điện: ပုပ္ပားတောင်; MLCTS: puppa: taung, IPA: [pòpá tàʊɴ]) là một ngọn núi lửa cao 1518 mét trên mực nước biển, và nằm ở trung tâm Miến Điện (Myanmar) khoảng 50 km (31 dặm) về phía đông nam Bagan (Pagan) trong dãy Pegu. Nó có thể được nhìn thấy từ sông Ayeyarwady xa cách đó 60 km trong điều kiện trời trong. Núi Popa có lẽ được biết đến nhiều nhất do quanh đó có nhiêu tu viện và chùa tuyệt đẹp như tranh vẽ. Popa trong tiếng Tiếng Phạn (Sanskrit) có nghĩa là "bông hoa", đây được xem là ngọn núi linh thiêng ở Myanmar, nơi cư trú của các thần linh nat (Tiếng Miến Điện: နတ်‌).

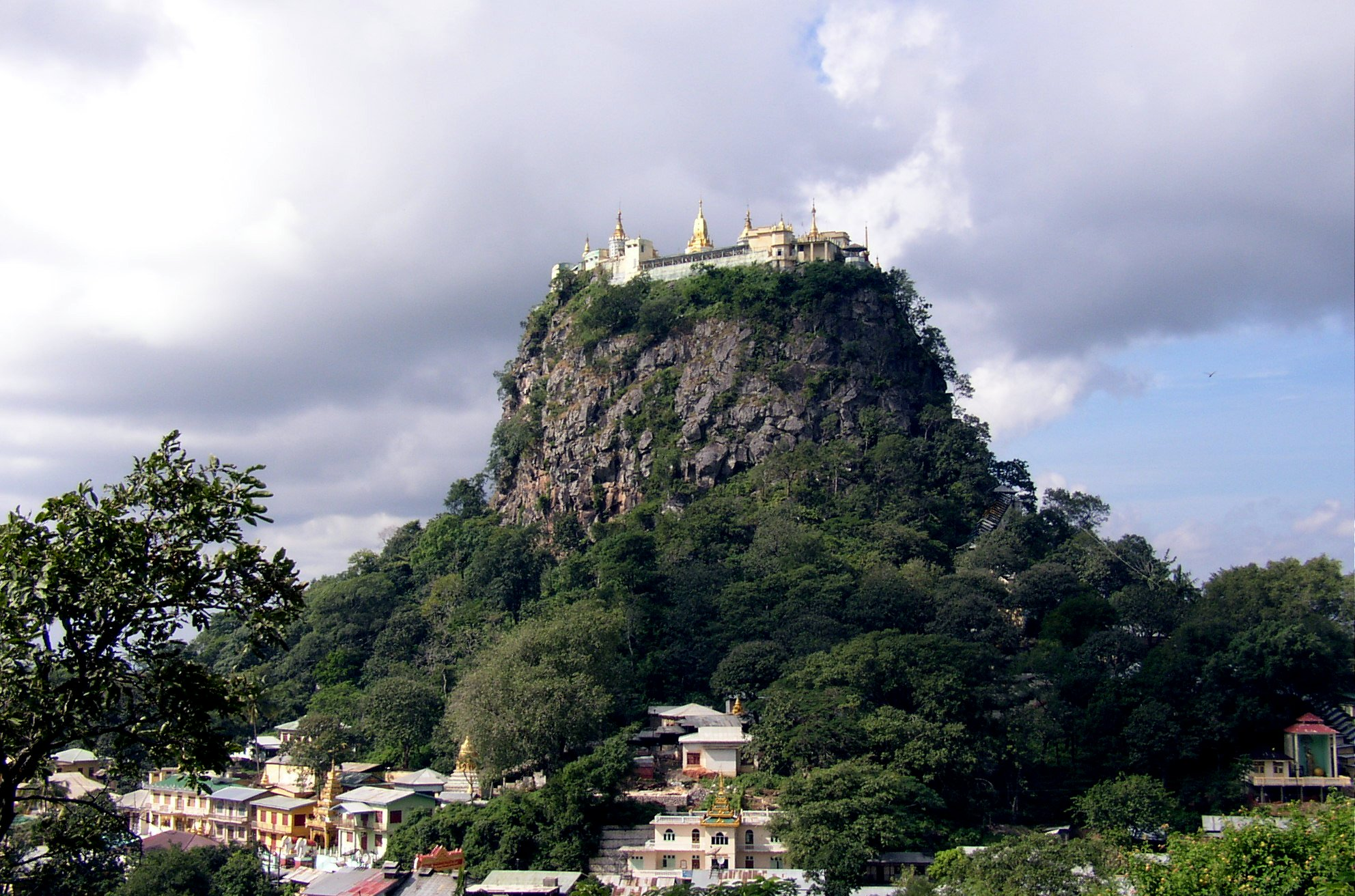
Tu viện Taung Kalat trên đỉnh núi

Phía tây nam của núi Popa là Taung Kalat (đồi bệ), ngọn núi lửa cao 737 mét (2,417 ft) trên mực nước biển. Một tu viện Phật giáo nằm ở đỉnh Taung Kalat, còn gọi là tu viện Taung Kalat hay là tu viện Tuyin Taung. Để tới được tu viện phải đi hết chính xác 777 bậc thang và những người lên đến đỉnh sẽ có một cái nhìn cực kỳ ngoạn mục xuống vùng đất bên dưới. Đôi khi,  đồi bệ Taung Kalat cũng được gọi là Núi Popa, để tránh nhầm lẫn, núi lửa (với miệng núi lửa của nó trên một mặt núi) được gọi là Taung Ma-gyi (đồi mẹ).

## Hình ảnh

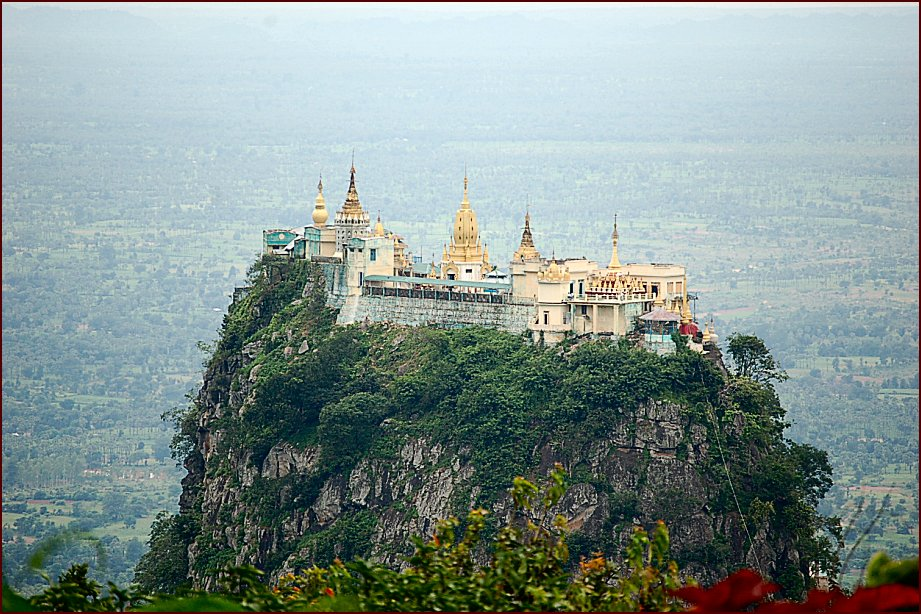
Tu viện Taung Kalat
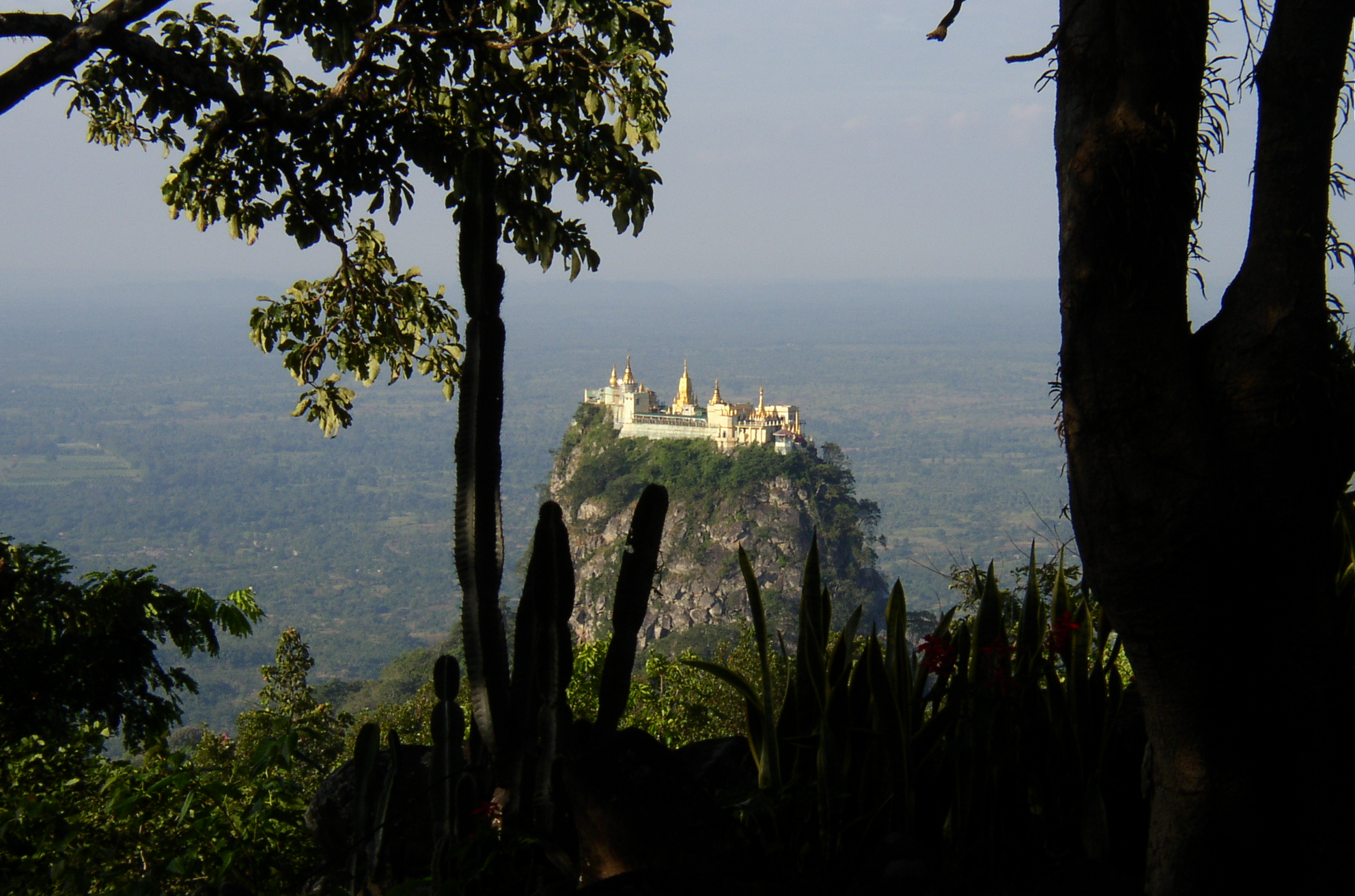
Nhìn từ núi Popa về hướng Taung Kalat
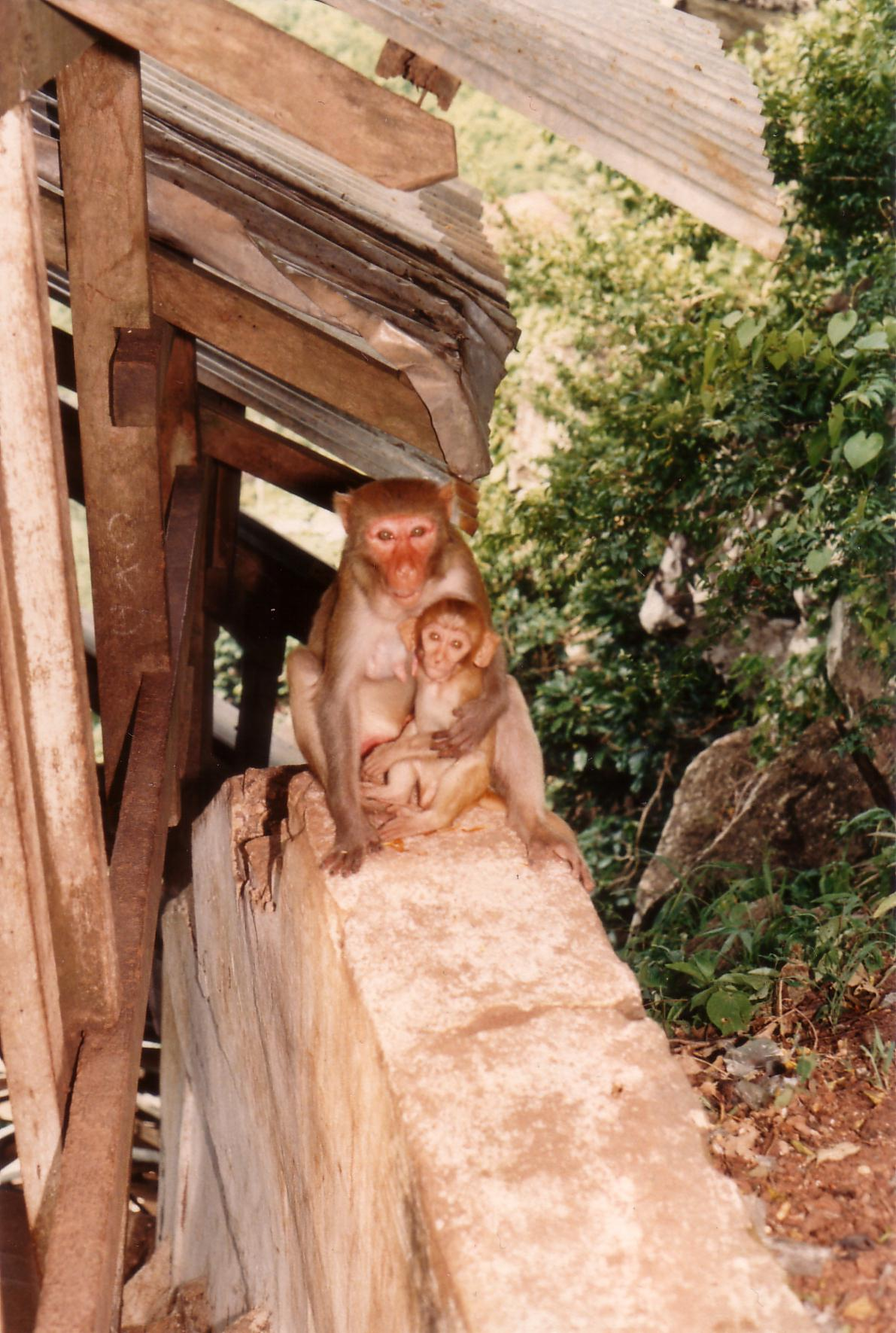
Mẹ và con khỉ Macaca tại Taung Kalat
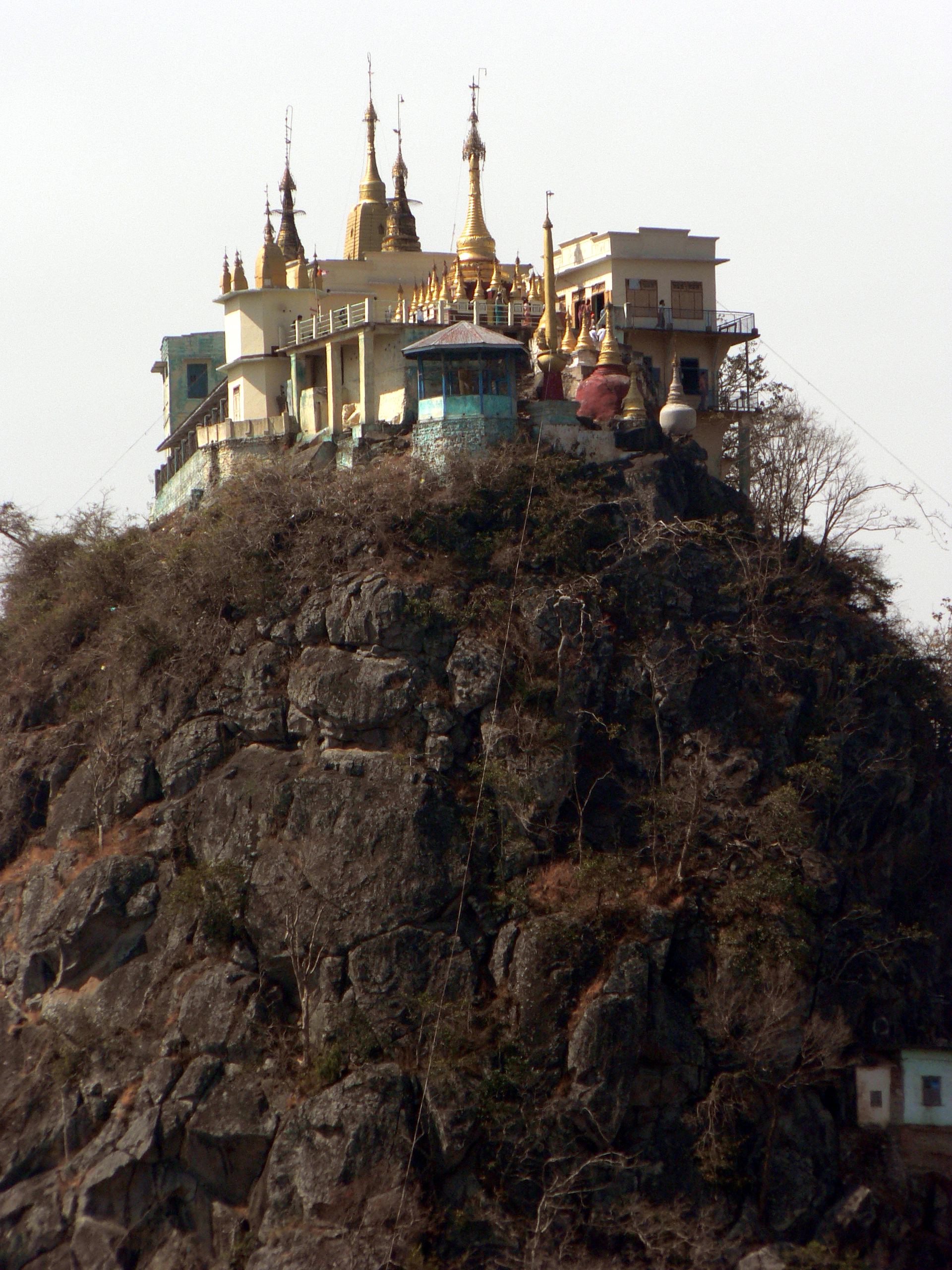
Núi Popa
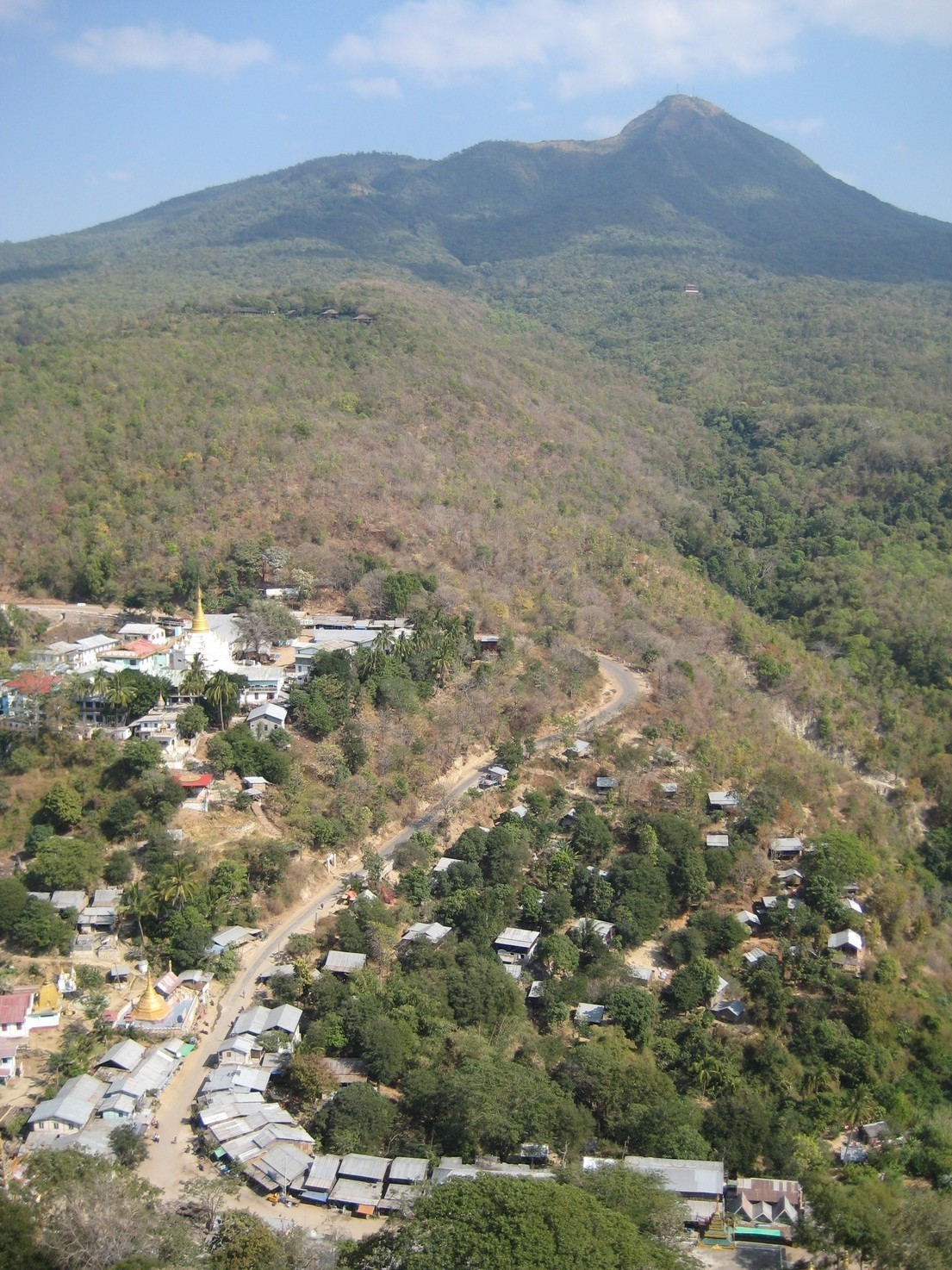
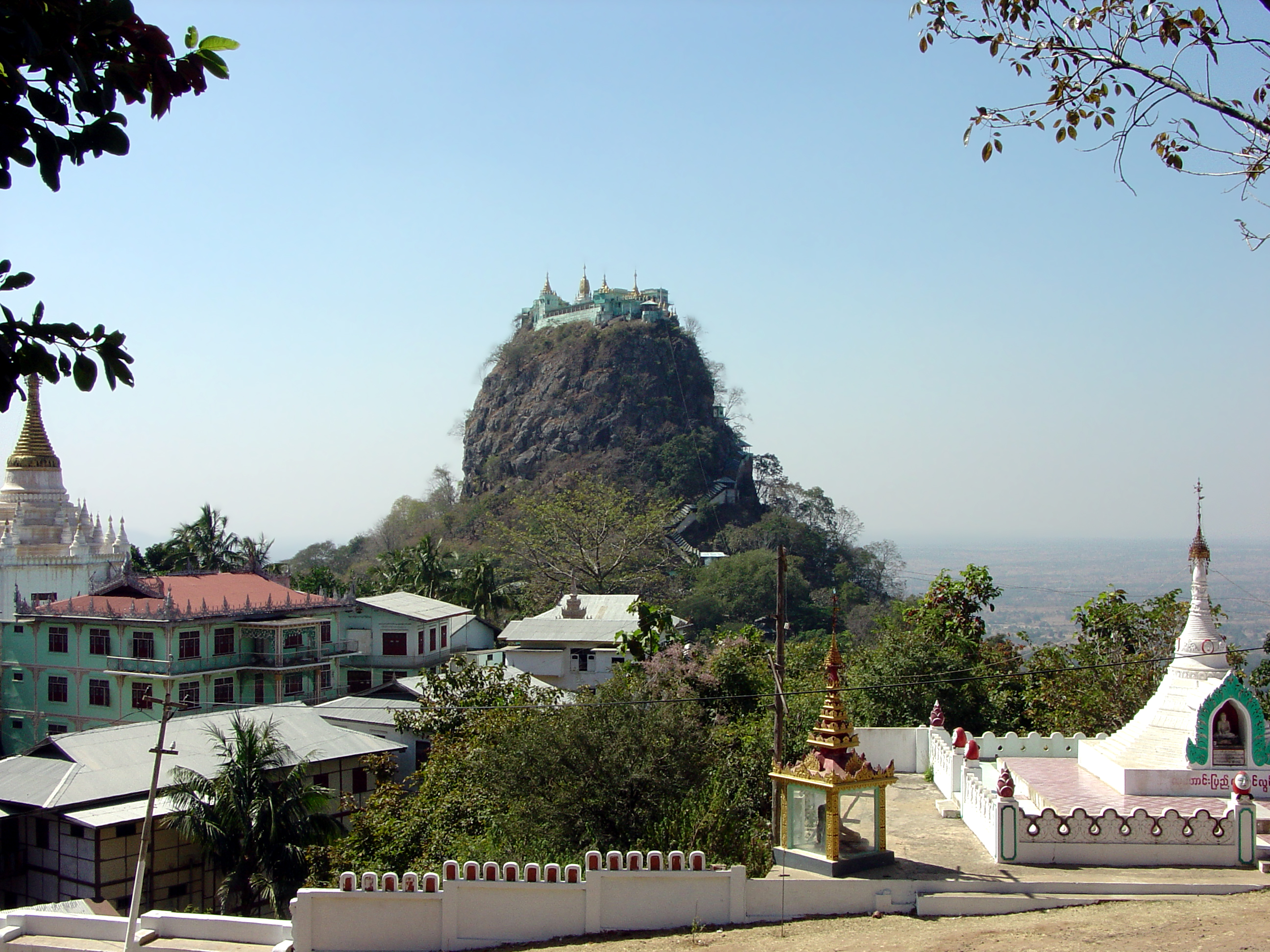
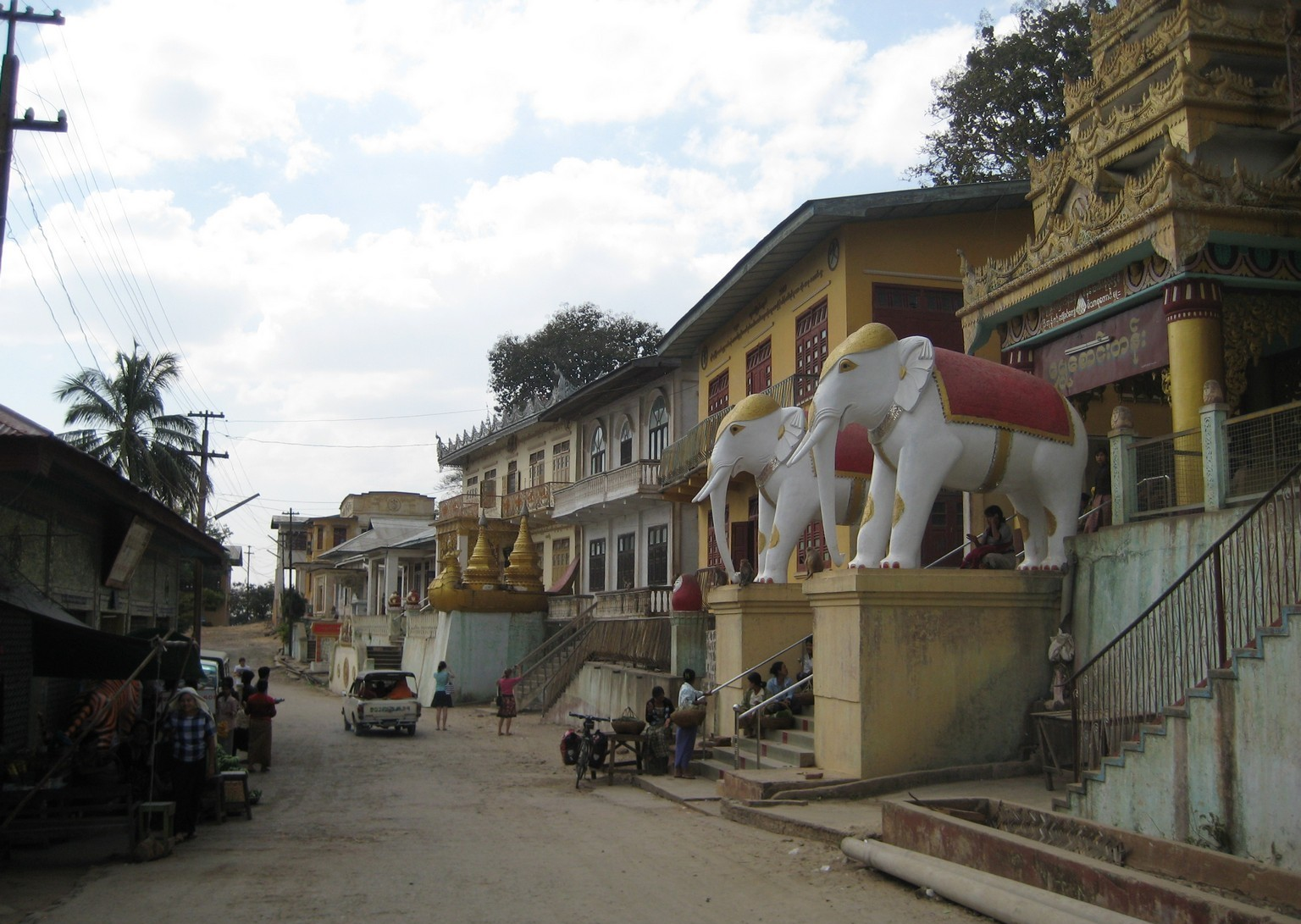